# Status-6 Poseidon
O Poseidon (em russo:  Посейдон, "Poseidon"), anteriormente conhecido pelo codinome russo Status-6 (em russo:  Статус-6), é um veículo submarino não tripulado autônomo, movido a energia nuclear, em desenvolvimento pelo Rubin Design Bureau, capaz de fornecer ogivas convencionais e nucleares.  
O Poseidon é uma das seis novas armas estratégicas russas anunciadas pelo presidente Vladimir Putin em 1 de março de 2018. 

## História
A primeira aparição pública do Poseidon remonta a setembro de 2015 e cita fontes do Pentágono. 
No início de 2018, a Revisão da Postura Nuclear do Pentágono reconheceu publicamente o desenvolvimento do "novo torpedo autônomo submarino, intercontinental, nuclear e movido a energia nuclear".    
Em março de 2018, o sistema foi oficialmente nomeado "Poseidon", após votação pública. 
Em janeiro de 2019, a Marinha Russa anunciou planos para adquirir pelo menos 30 veículos submarinos não tripulados tipo Poseidon, implantados em quatro submarinos, dois dos quais serviriam na Frota do Norte da Rússia e dois na Frota do Pacífico. 
Em 2 de fevereiro de 2019, o presidente russo, Vladimir Putin, anunciou a conclusão da fase chave dos julgamentos de Poseidon. 
Em 20 de fevereiro de 2019, o Ministério da Defesa da Rússia divulgou um vídeo, mostrando um Poseidon sendo lançado em teste por um submarino de propósito especial B-90. 

## Especulação de design

### Resumo
O Poseidon destina-se a servir como resposta à retirada dos EUA do tratado ABM e para aumentar a capacidade russa de superar os sistemas de defesa antimísseis dos EUA,     como mísseis anti-balísticos, canhões elétricos ou armas a laser, etc.
A ogiva Poseidon pode contaminar uma grande área com radiação. Para este fim, especula-se que o Poseidon esteja equipado com uma bomba de cobalto.   O Poseidon pode ser uma arma radiológica de segundo ataque.  

### Especificações
O Poseidon parece ser um mini-submarino robótico em forma de torpedo que pode viajar a velocidades de 185 km/h (100 kn).    Informações mais recentes sugerem uma velocidade máxima de 100 km/h (54 kn), com um alcance de 10,000 km (5,400 nmi; 6,200 mi) e uma profundidade máxima de 1000 m. 

### Tecnologiastealth

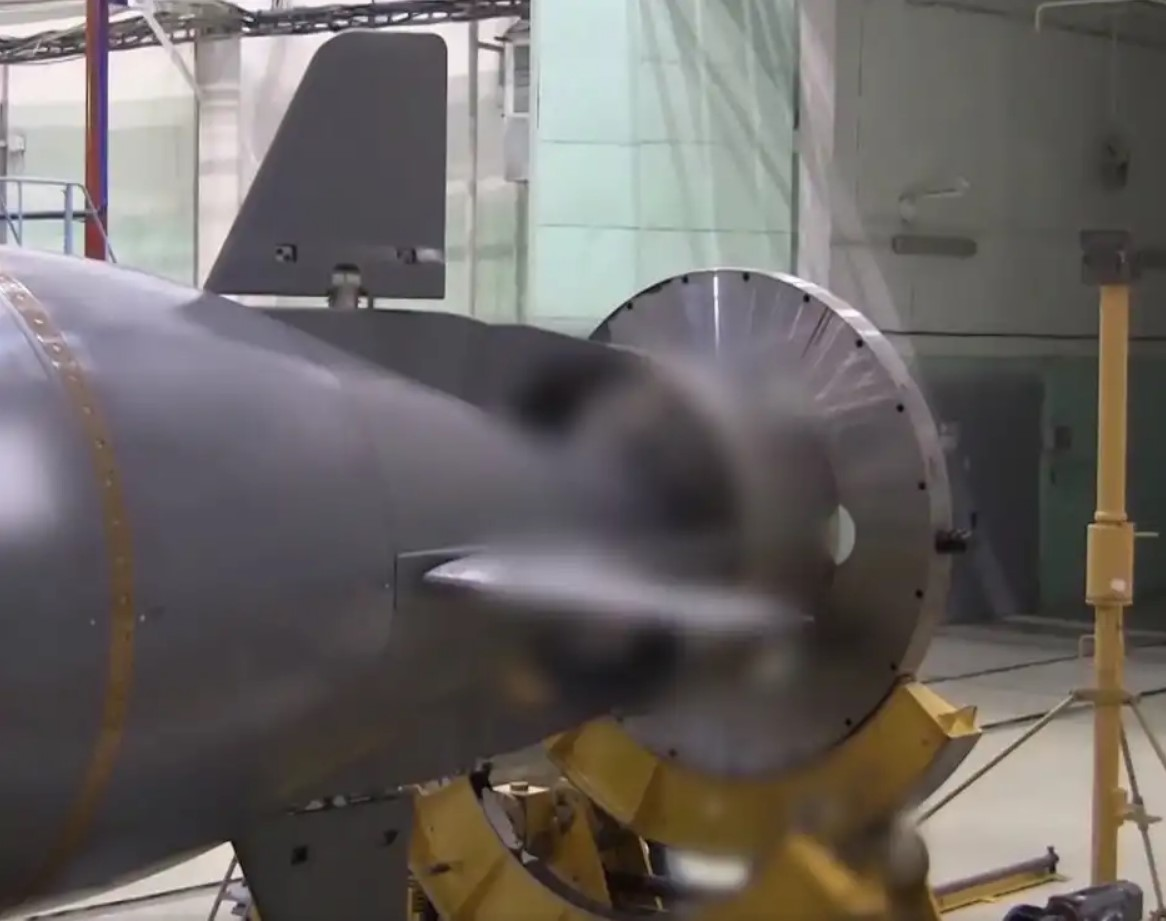
Bomba-jato do drone

O desenvolvimento inclui também o uso de tecnologia furtiva, para iludir os dispositivos de rastreamento acústico.    O Poseidon usa uma estratégia de corrida silenciosa como outros submarinos. Sua principal característica furtiva é sua velocidade muito baixa antes de atingir a área alvo. Seu modo de alta velocidade é ativado ao atingir um curto alcance final (2 a 3 quilômetros), quando a probabilidade de detecção do drone é consideravelmente maior. Poderia viajar por semanas em direção a cidades portuárias inimigas, atingindo alta velocidade apenas no estágio final. 

## Propaganda
Em 2022, a propaganda da TV doméstica russa disse que o Poseidon será capaz de "mergulhar a Grã-Bretanha nas profundezas do mar".  

## Reações
Após as declarações do presidente russo Vladimir Putin, durante sua apresentação de várias novas super-armas russas   em março de 2018, nas quais ele se referiu especificamente ao Poseidon como uma arma que também poderia atingir cidades portuárias norte-americanas, o secretário de defesa dos EUA James Mattis afirmou que a Rússia já tinha a capacidade potencial de atingir certas cidades portuárias na costa americana com mísseis e disse que o Poseidon "não altera em nada o equilíbrio estratégico". 